# Alenka Hubacek
Alenka Hubacek (24 november 1990) is een voormalig tennisspeelster uit Australië.
Hubacek begon op achtjarige leeftijd met tennis. Zij speelt rechtshandig en heeft een tweehandige backhand. Zij was actief in het proftennis van 2006 tot en met 2012.
In 2008 plaatste zij zich samen met Tyra Calderwood voor het vrouwendubbelspel op de Australian Open.

## Posities op deWTA-ranglijst
Positie per einde seizoen:
| jaartal | ranking enkelspel | ranking dubbelspel |
| ------- | ----------------- | ------------------ |
| 2012    | 840               | 679                |
| 2011    | 845               | 412                |
| 2010    | 583               | 320                |
| 2009    | 477               | 354                |
| 2008    | 651               | 765                |
| 2007    | 826               | 567                |
| 2006    | 909               | 974                |

## Prestatietabel grandslamtoernooien
| Legenda | Legenda                          |
| ------- | -------------------------------- |
| g.t.    | geen toernooi gehouden           |
| l.c.    | lagere categorie                 |
| –       | niet deelgenomen                 |
| G       | uitgeschakeld in de groepsfase   |
| 1R      | uitgeschakeld in de eerste ronde |
| 2R      | uitgeschakeld in de tweede ronde |
| 3R      | uitgeschakeld in de derde ronde  |
| 4R      | uitgeschakeld in de vierde ronde |
| KF      | uitgeschakeld in de kwartfinale  |
| HF      | uitgeschakeld in de halve finale |
| F       | de finale verloren               |
| W       | het toernooi gewonnen            |
| w-v     | winst/verlies-balans             |

### Vrouwendubbelspel
| Toernooi        | 2008 |
| --------------- | ---- |
| Australian Open | 1R   |
| Roland Garros   | –    |
| Wimbledon       | –    |
| US Open         | –    |